# Агіс I
Агіс I (дав.-гр. Ἆγις; д/н — бл. 900 до н. е.) — цар Спарти в близько 930 — 900 років до н. е. (за іншою хронологією у 1032—1000 роках до н. е.).

## Життєпис
Син спартанського царя Еврісфена. Більшість відомостей про нього мають напівміфічний характер. Згідно з Ефором, позбавив рівноправності ілотів і наказав їм платити данину Спарті. Таким чином, всі інші племена підкорилися спартанцям, окрім елейського міста Гелос, яке протистояло його спробі обмежити гарантовані права (які спочатку були надані Еврісфеном). Мешканці міста намагалися відмовитись від іга, але були приборкані і перейшли до ілотів. Напевне сприяв зміцненню державного устрою та систему управління, завдяки чому навіть його династія отримала назву за його іменем — Агіадів.
Під час його панування було відправлено похід під орудою Полліда і Дельфа, що створили колонію на о. Крит. Також спартанці брали участь у заснуванні міста Патри в Ахайї і в еолійській колонізації на чолі з Грасом. Ймовірно, вже тоді соціальні або політичні протиріччя змусили частина спартанців емігрувати з держави.
За словами Євсевія Памфіла він царював лише 1 рік, але відповідно до Аполлодора Афінського — близько 31 року, що вважається більш ймовірним. Згідно з Поліеном, Агіса I вбили аркадяни, або вбивці втекли до м. Мантіеея в Аркадії. Йому спадкував старший син Ехестрат.